# Dorfkirche Laase

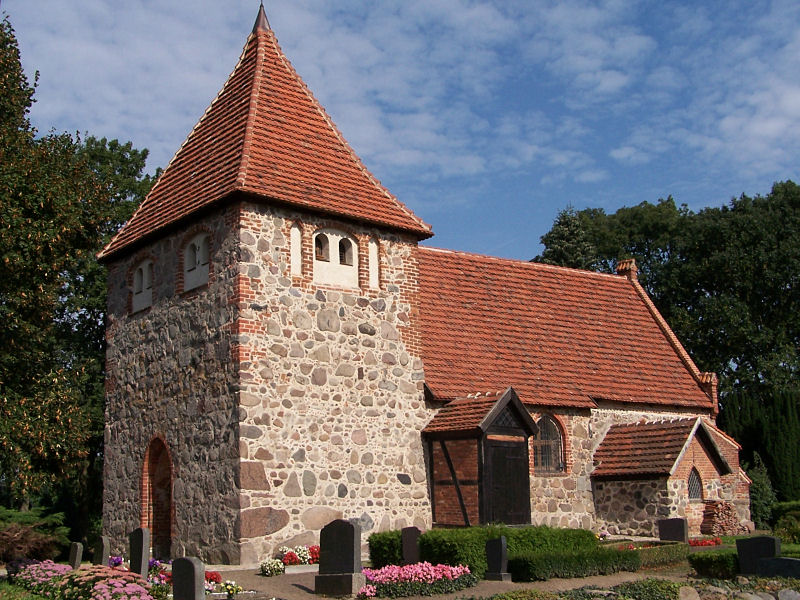
Dorfkirche Laase

Die evangelische Dorfkirche Laase ist eine gotische Saalkirche im Ortsteil Laase von Baumgarten (Warnow) im Landkreis Rostock in Mecklenburg-Vorpommern. Sie gehört zur Kirchengemeinde Bützow in der Propstei Rostock der Evangelisch-Lutherischen Kirche in Norddeutschland (Nordkirche).

## Geschichte und Architektur
Die Kirche in Laase ist ein flachgedecktes Feldsteinbauwerk, das in einem dendrochronologisch (d) auf 1397 datierten Dachstuhl Teile eines einmaligen Stabbohlenbauwerks aus der Zeit um 1243 (d) enthält. Dieses Bauwerk wurde von Schöfbeck als einziger nachgewiesener hölzerner Vorgängerbau einer Dorfkirche in Mecklenburg rekonstruiert und könnte mit einem schindelgedeckten Kehlbalkendach geschlossen gewesen sein. Die Wände dieses Bauwerks bestanden abwechselnd aus ineinander verzahnten, vertikal orientierten Stäben und Bohlen, von denen einige im Dachstuhl der heutigen Kirche eine Zweitverwendung fanden.
Das quadratische Schiff ist mit einem niedrigen Westturm gleicher Breite und einem leicht eingezogenen, gestreckt rechteckigem Chor versehen, der im Osten einen Blendengiebel aus Backstein trägt. Auch die Fenster, die Stufenportale im Westen und Süden, eine kleine Vorhalle sowie die vermutlich nachträglich angebauten Stützpfeiler bestehen aus diesem Material. Die Kirche wurde im Jahr 2001 gesichert und bis 2005 restauriert, wobei eine Dachreparatur, eine Fenstersicherung, eine Sockelsanierung und Arbeiten im Innenraum sowie an Dach und Turm durchgeführt wurden.

## Ausstattung
Ein Sakramentsschrank in der Nordwand des Chores ist mit einem schmiedeeisernen Gitter und einer Holztür mit einem Gemälde des Schmerzensmannes auf der Innenseite aus der Zeit um 1400 versehen.
Die Kanzel im Stil der Renaissance stammt vermutlich aus der Zeit um das Ende des 16. Jahrhunderts, die ehemalige ornamentale Bemalung wurde in einem Befundfeld freigelegt. Eine thronende Madonna aus Holz ist eine auf 1267 (d) datierte, vermutlich mecklenburgische Arbeit in der Tradition niedersächsischer Madonnenskulpturen aus der Zeit um 1200. Sie konnte mit Hilfen von Spenden im Jahr 2002 restauriert werden. Die Sitzmadonna gehörte möglicherweise zur Ausstattung der rekonstruierten hölzernen Vorgängerkirche.
Im sonst leeren Altarschrein sind Schnitzfiguren der Marienkrönung aus der Zeit um 1400 erhalten, die Figuren wurden weiß überstrichen. Zwei weitere Figuren der Heiligen Nikolaus und Katharina wurden 1979 gestohlen und im Jahr 2002 durch Kopien ersetzt. Ein kleines Kruzifix wird auf die erste Hälfte des 15. Jahrhunderts datiert. 
Auf dem mit einer Feldsteinmauer eingefriedeten Friedhof findet sich ein Rest einer Fünte, außerdem ein sehr alter, noch vitaler Lindenbaum.